# Segregación religiosa

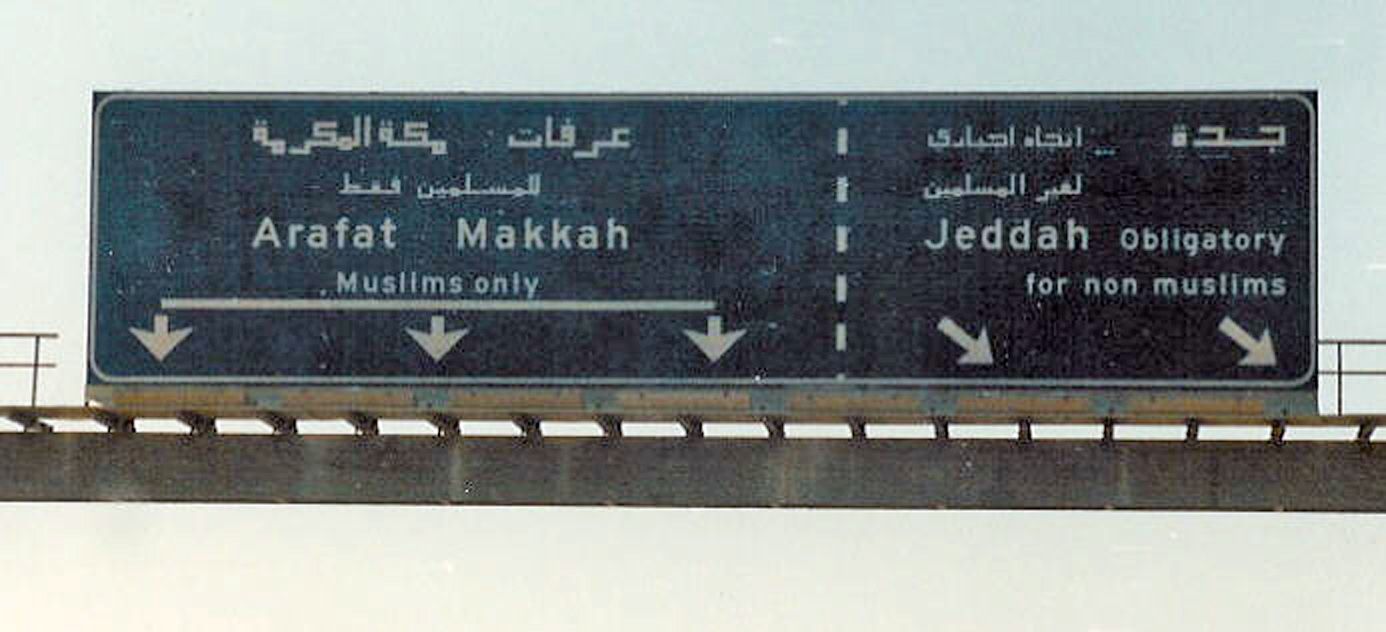
Segregación religiosa en una autopista de Arabia Saudita hacia La Meca: vías para musulmanes y obligatorias para no musulmanes.

Se denomina segregación religiosa a la separación y/o aislamiento de personas según su religión. El término ha sido aplicado a situaciones de segregación religiosa que han tenido lugar como fenómeno social, como también cuando la segregación ha sido el resultado de leyes, tanto implícitas como explícitas.
El término similar apartheid religioso también ha sido utilizado para denominar situaciones en las cuales personas son separadas sobre la base de su religión, incluidos fenómenos sociales.